# Plat blaasjeskruid
Plat blaasjeskruid (Utricularia intermedia, synoniem: Utricularia media) is een vleesetende, overblijvende waterplant, die behoort tot de blaasjeskruidfamilie. De plant komt van nature voor in Europa, Azië en Noord-Amerika. In Nederland staat de soort op de Nederlandse Rode lijst van planten als zeer zeldzaam en sterk afgenomen. In België is de plant beschermd waar het als bedreigt voorkomend op de Vlaamse Rode Lijst van planten staat. Het aantal chromosomen is n = 22.
De stengels van de plant kunnen 10–50 cm lang worden. De plant is ondergedoken (submers). De wortels zweven in het water. De tere plant vormt witachtige grondloten en waterloten met groene bladeren. Het lichtgroene, veerdelige blad heeft draadvormige slippen, die gaafrandig zijn en een plotseling in een stekelhaar overgaande top hebben. Aan de top zitten aan weerszijden 4-12 stekelhaartjes. Alleen aan de witachtige grondloten zitten blaasvormige aanhangsels, de vangblaasjes. De plant vormt overwinteringsknoppen, turionen.
Plat blaasjeskruid bloeit van juli tot in augustus met gele, boven het water uitstekende, 9–14 mm grote bloemen, maar bloeit echter zeer zelden. Het gehemelte heeft donkerpaarse strepen. De bloem heeft een kegelvormige spoor, die bijna even lang is als de onderlip. De bloeiwijze is een tros met 2-4 bloemen.
De vrucht is een ronde doosvrucht, maar wordt in Nederland bijna nooit gevormd.
Met de vangblaasjes worden kleine kreeftachtigen en waterinsecten gevangen. In de vangblaasjes heerst een onderdruk en als een diertje de haartjes op het blaasje aanraakt springt deze open en zuigt het omringende water met daarin het prooidiertje naar binnen. Vertering van de prooi duurt, afhankelijk van de grootte, twaalf minuten tot twee uur. Na de vertering transporteren speciale cellen het voedselrijke water de stengel in, waarbij tegelijkertijd het vacuüm in het blaasje wordt hersteld.
De plant komt voor in matig voedselarm, zwak zuur water in trilveenmoerassen en heidevennen.

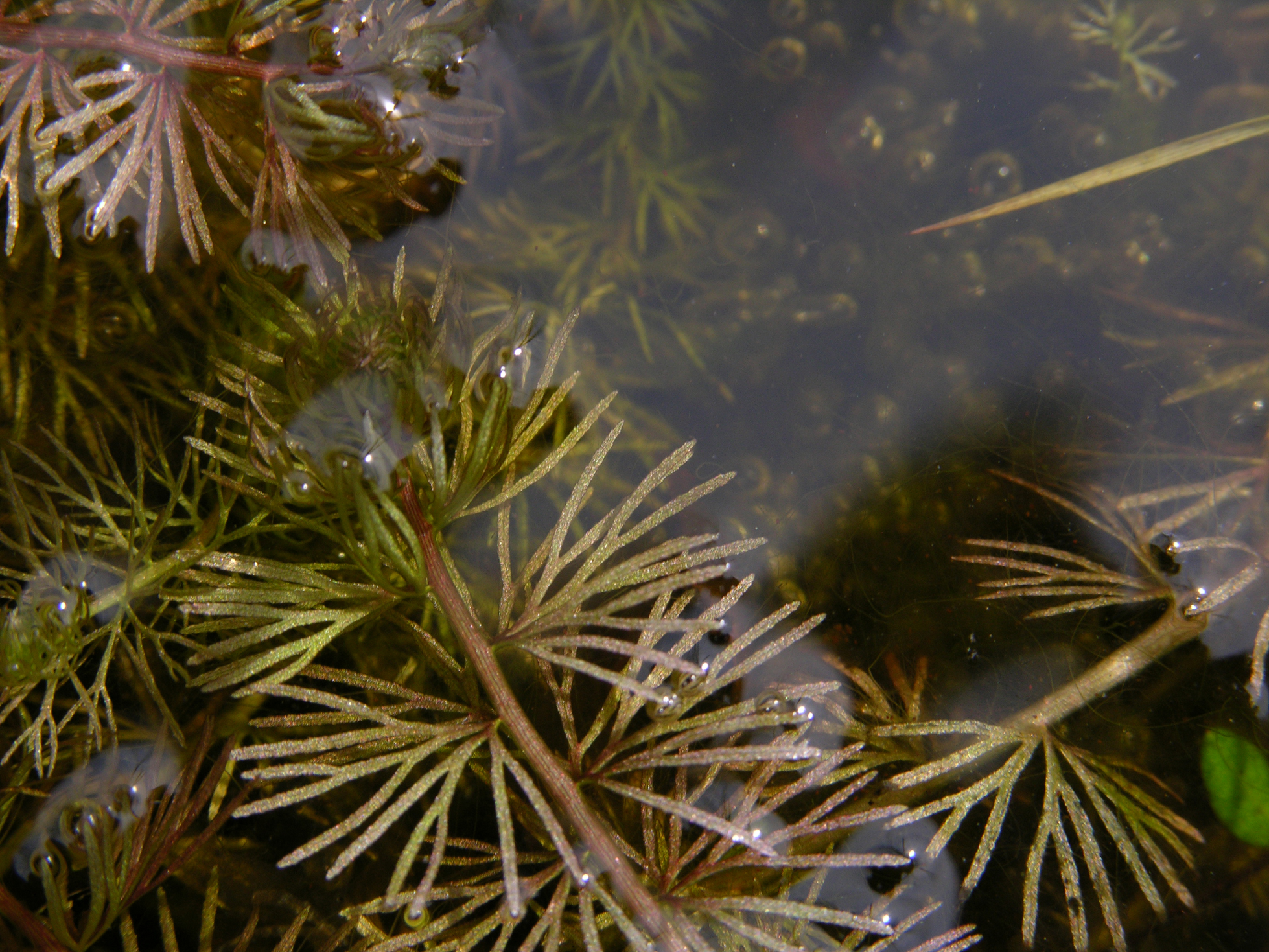
Bladeren
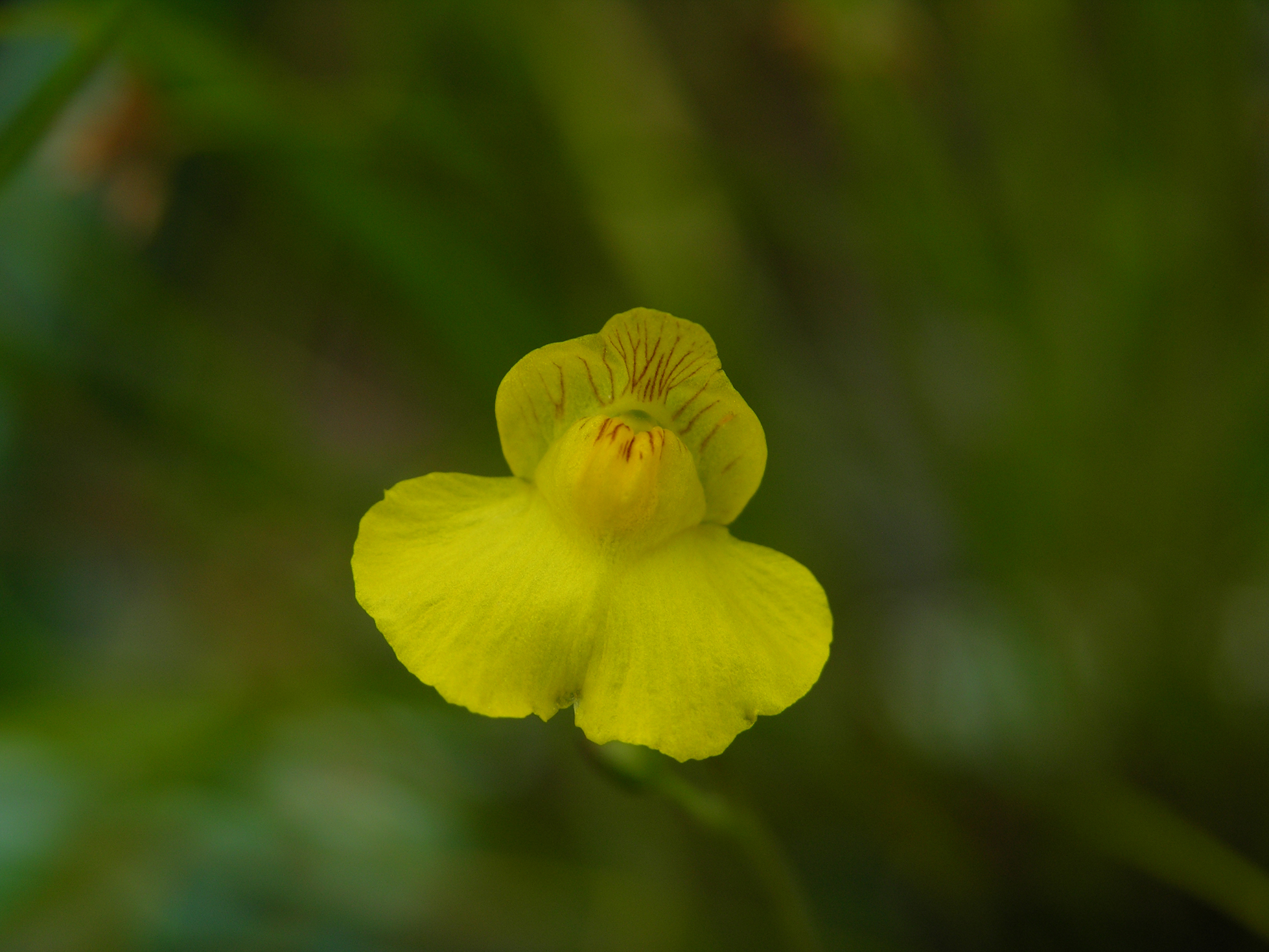
Bloem
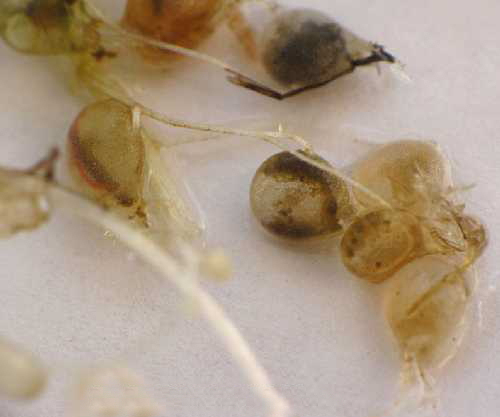
Vangblaasjes